# Gare du Nord
Gare du Nord (Dworzec Północny), także Paris-Nord, jest jednym z sześciu głównych dworców czołowych Paryża. Korzysta z niego około 180 milionów pasażerów rocznie, co czyni go największym dworcem kolei SNCF i jednym z największych na świecie pod względem ilości odprawionych podróżnych.

## Historia
Pierwszy dworzec został zbudowany przez inżynierów z École des Ponts et Chaussées dla kompanii kolejowej Chemin de fer du Nord, projektantem był Léonce Reynaud, profesor architektury w École polytechnique. Dworzec otwarto 14 czerwca 1846, w tym samym roku oddana do użytku została również linia kolejowa Paryż – Amiens – Lille. Dworzec szybko okazał się zbyt mały w stosunku do potrzeb i w roku 1860 został częściowo zburzony. Kamienna fasada została przetransportowana do Lille, gdzie została wbudowana w dworzec Lille-Flandres.

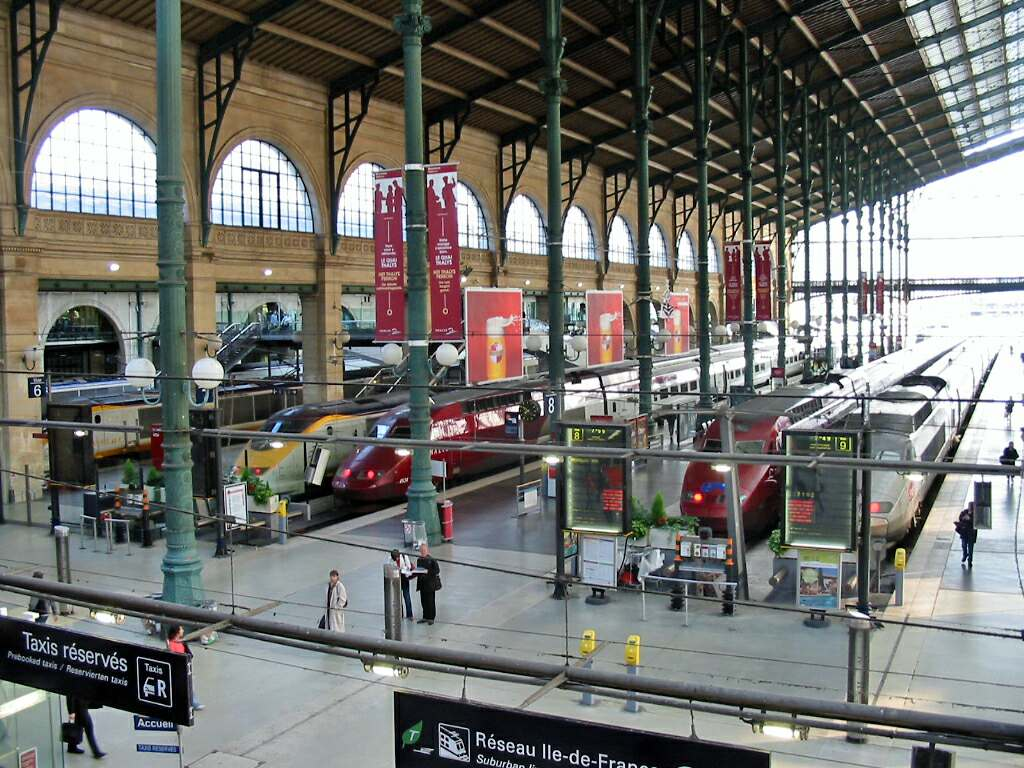
Widok na perony dalekobieżne

Baron Jakob Rotschild wybrał projekt nowego, większego dworca autorstwa architekta Jacques’a Hittoffa. Prace budowlane trwały od maja 1861 do grudnia 1865, ale dworzec oddano do użytku przed ich ukończeniem, w roku 1864. Fasada w formie łuku triumfalnego jest zbudowana z dużych, kamiennych bloków. 23 figury na fasadzie symbolizują miasta, do których docierały pociągi odjeżdżające z dworca północnego, najważniejsze z nich, zwieńczające budynek, odnoszą się do relacji zagranicznych (Paryż, Londyn, Berlin, Warszawa, Wiedeń, Amsterdam, Bruksela), podczas gdy relacje krajowe są symbolizowane przez skromniejsze statuy, umieszczone na fasadzie. Budynek ma kształt litery „U”, typowy dla dworców czołowych. Hala pociągowa jest wykonana z żeliwa i żelaza, kolumny podpierające dach zostały wykonane w Szkocji, ponieważ tylko tam znajdowały się huty zdolne wykonać tak duże konstrukcje.
Podobnie jak pozostałe paryskie dworce, Gare du Nord szybko stał się zbyt mały na potrzeby rosnącego ruchu pasażerskiego. W 1884 dobudowano pięć dodatkowych torów. W roku 1889 całkowicie przebudowano wnętrze dworca, dodając dodatkową halę dla pociągów podmiejskich. Dworzec rozbudowywano ponownie między latami 1930 i 1960.
Ostatnia poważna przebudowa dworca, związana z rozpoczęciem kursowania pociągów Eurostar, miała miejsce w roku 1994. W planach jest budowa połączenia pieszego dworca ze znajdującym się w pobliżu dworcem Gare de l’Est, zostanie ono prawdopodobnie do użytku wraz z otwarciem pierwszego odcinka LGV Est européenne.
Począwszy od roku 1906 dworzec posiada połączenie z siecią paryskiego metra.

## Infrastruktura
Dworzec posiada 32 tory przy krawędziach peronowych. Poszczególne tory są wykorzystywane w następujący sposób:
- 1-2: tory techniczne, niedostępne dla pasażerów,
- 3-6: pociągi Eurostar do Londynu,
- 7-8: pociągi Thalys do Belgii, Holandii i Niemiec,
- 9-18: pociągi dalekobieżne, w tym TGV, do miast w północnej Francji oraz niektóre pociągi regionalne,
- 19-21: pociągi regionalne,
- 30-36: pociągi podmiejskie,
- 41-44 (w podziemnej części dworca) : pociągi RER.

## Relacje pociągów

### Międzynarodowe
- Eurostar: Ashford (Kent), Londyn
- Thalys: Bruksela – Amsterdam – Kolonia
- SNCF – Deutsche Bahn – Nederlandse Spoorwegen: Berlin, Hamburg, Amsterdam

### Krajowe
- SNCF – TGV: Lille – Roubaix – Tourcoing, Arras – Douai – Valenciennes, Dunkierka, Calais – Bulonia,
- SNCF Corail i TER: miasta w regionach Pikardia i Nord-Pas-de-Calais m.in. Amiens, Beauvais, Cambrai, Creil, Compiègne, Saint-Quentin
- SNCF Transilien: pociągi podmiejskie do miast w departamentach Sekwana-Saint-Denis, Val-d’Oise i Oise
  - Linia H : Saint-Denis, Épinay-sur-Seine, Enghien-les-Bains, Pontoise, Sarcelles, Persan, Luzarches
  - Linia K : Aulnay-sous-Bois, Mitry-Mory, Crépy-en-Valois

## Połączenia z siecią komunikacji miejskiej
- trzy linie RER: B, D oraz E (osobny dworzec Magenta)
- 2 linie metra : 4 i 5
- kilkanaście linii autobusowych